# Е-номер
Е-номер (на английски: E number) е параметър, използван за кодиране на добавките към храните. Това кодиране се използва главно в Европейския съюз (префиксът „E“ произхожда от думата „Europe“), но методът е използван в целия свят. Австралия и Нова Зеландия използват буквата „А“ (първата буква от думата „Австралия“).
Номерирането на добавките се определя от Международна система за номериране (International Numbering System, INS), създадена от комисията Codex Alimentarius, като префиксът „INS“ в този списък се заменя с буквата „E“.
Първоначално всяко химично вещество, дадено с Е-номер, е разрешено за употреба в хранителни продукти, но някои от тях вече имат ограничения за разрешеното или препоръчаното количество в употреба; Някои от тях също са забранени. Противно на общоприетото схващане, наличието на Е-номер не означава, че веществото е задължително опасно – дори витамин С, важно вещество за човешкото тяло, има номер (E300). Материалите, които са неограничени по количество, се наричат „GRAS – Generally Recognized As Safe“ (свободен превод: „общопризнати като безопасни“) и са сравнително малко. Останалите съставки имат препоръчвана доза, обикновено в милиграми на килограм телесно тегло (mg/kg) на ден. Добавките в храните са една от най-регулираните области в хранително-вкусовата промишленост. Има много Е-номера, които съществуват само в списъка, но на практика те не се използват никъде по света. Има страни (напр. Израел), в чието законодателство няма задължение да се отбелязва E номера на добавките, а е достатъчно отбелязването на точното им име, тъй като числото Е е просто стандартно и съкратено име. От друга страна има добавки (като тетразин или мононатриев глутамат), които, дори и маркирани с Е-номер, трябва да бъдат регистрирани в списъка на съставките.

## Списък
| E100-E199 оцветители                                  | E100 – E109 – оцветители в жълто                     |
| E100-E199 оцветители                                  | E110 – E119 – оцветители в оранжево                  |
| E100-E199 оцветители                                  | E120 – E129 – оцветители в червено                   |
| E100-E199 оцветители                                  | E130 – E139 – оцветители в синьо и виолетово         |
| E100-E199 оцветители                                  | E140 – E149 – оцветители в зелено                    |
| E100-E199 оцветители                                  | E150 – E159 – оцветители в кафяво и черно            |
| E100-E199 оцветители                                  | E160 – E199 – други оцветители                       |
| E200-E299 консерванти                                 | E200 – E209 – сорбати                                |
| E200-E299 консерванти                                 | E210 – E219 – бензоати                               |
| E200-E299 консерванти                                 | E220 – E229 – сулфиди                                |
| E200-E299 консерванти                                 | E230 – E239 – феноли и формиати                      |
| E200-E299 консерванти                                 | E240 – E259 – нитрати                                |
| E200-E299 консерванти                                 | E260 – E269 – ацетати                                |
| E200-E299 консерванти                                 | E270 – E279 – лактати                                |
| E200-E299 консерванти                                 | E280 – E289 – пропионати                             |
| E200-E299 консерванти                                 | E290 – E299 – други                                  |
| E300-E399 антиоксиданти и киселинни регулатори        | E300 – E309 – аскорбати                              |
| E300-E399 антиоксиданти и киселинни регулатори        | E310 – E319 – галати и еритробати                    |
| E300-E399 антиоксиданти и киселинни регулатори        | E320 – E329 – лактати                                |
| E300-E399 антиоксиданти и киселинни регулатори        | E330 – E339 – цитрати & тартарати                    |
| E300-E399 антиоксиданти и киселинни регулатори        | E340 – E349 – фосфати                                |
| E300-E399 антиоксиданти и киселинни регулатори        | E350 – E359 – малати и адипати                       |
| E300-E399 антиоксиданти и киселинни регулатори        | E360 – E369 – сукцинати и фумарати                   |
| E300-E399 антиоксиданти и киселинни регулатори        | E370 – E399 – други                                  |
| E400 – E499 сгъстители, стабилизатори и емулгатори    | E400 – E409 – алигнати                               |
| E400 – E499 сгъстители, стабилизатори и емулгатори    | E410 – E419 – натурални дъвки                        |
| E400 – E499 сгъстители, стабилизатори и емулгатори    | E420 – E429 – други натурални агенти                 |
| E400 – E499 сгъстители, стабилизатори и емулгатори    | E430 – E439 – полиокситенови съединения              |
| E400 – E499 сгъстители, стабилизатори и емулгатори    | E440 – E449 – натурални емулгатори                   |
| E400 – E499 сгъстители, стабилизатори и емулгатори    | E450 – E459 – фосфати                                |
| E400 – E499 сгъстители, стабилизатори и емулгатори    | E460 – E469 – целулозни съединения                   |
| E400 – E499 сгъстители, стабилизатори и емулгатори    | E470 – E489 – мастни киселини и съединения           |
| E400 – E499 сгъстители, стабилизатори и емулгатори    | E490 – E499 – други                                  |
| E500 – E599 киселинни регулатори и противовтвърдители | E500 – E509 – минерални киселини и основи            |
| E500 – E599 киселинни регулатори и противовтвърдители | E510 – E519 – хлориди и сулфати                      |
| E500 – E599 киселинни регулатори и противовтвърдители | E520 – E529 – сулфати и хидроксиди                   |
| E500 – E599 киселинни регулатори и противовтвърдители | E530 – E549 – съединения на алкалните метали         |
| E500 – E599 киселинни регулатори и противовтвърдители | E550 – E559 – силикати                               |
| E500 – E599 киселинни регулатори и противовтвърдители | E570 – E579 – стеарати и глюконати                   |
| E500 – E599 киселинни регулатори и противовтвърдители | E580 – E599 – други                                  |
| E600 – E699 ароматизатори                             | E620 – E629 – глутамати                              |
| E600 – E699 ароматизатори                             | E630 – E639 – иносинати                              |
| E600 – E699 ароматизатори                             | E640 – E649 – други                                  |
| E700 – E799 резерв                                    | E700 – E717 – антибиотици                            |
| E700 – E799 резерв                                    | запазени за нови подобрители                         |
| E800 – E899 резерв                                    | запазени за нови подобрители                         |
| E900 – E999 разни                                     | E900 – E909 – восъци                                 |
| E900 – E999 разни                                     | E910 – E919 – изкуствени глазури                     |
| E900 – E999 разни                                     | E920 – E929 – подобрители                            |
| E900 – E999 разни                                     | E930 – E949 – консервиращи газове                    |
| E900 – E999 разни                                     | E950 – E969 – подсладители                           |
| E900 – E999 разни                                     | E990 – E999 – пенители                               |
| E1100 – E1599 други                                   | други добавки, които не попадат в стандартната схема |